# Parafia Świętych Apostołów Piotra i Pawła w Namysłowie
Parafia Świętych Apostołów Piotra i Pawła – rzymskokatolicki parafia położona przy ulicy Kościelnej 3 w Namysłowie. Parafia należy do dekanatu Namysłów wschód w archidiecezji wrocławskiej.

## Historia parafii
Pierwsza wzmianka o parafii w Namysłowie pochodzi z 1278 roku, kolejna w dokumencie kardynała Jana z 1376 roku. W 1400 roku wymieniona jako parafia śś. Apostołów Piotra i Pawła. W 1525 roku, w okresie Reformacji, parafia przestała istnieć. W 1654 ponownie została utworzona parafia katolicka.
Proboszczem parafii jest ks. Piotr Nowicki.

## Zasięg parafii
Parafię zamieszkuje 9693 osoby, zasięgiem duszpasterskim obejmuje ona ulice:
Akacjową, Asnyka, Bohaterów Warszawy, Broniewskiego, Brzechwy, Buczka, Chopina, Cichą, Drzewieckiego, Dubois (nr 5-15; 2-12), Dworcową (nr 1-3), Fabryczną, Forteczną, Gombrowicza, Harcerską, Jana Pawła II, Jaśminową, Kalinową, Kasprowicza, Kilińskiego, Kochanowskiego, Konopnickiej, Kopernika, Korczaka, Kościelną, Krakowską, Krasickiego, Kwiatową, Łączańską, 1 Maja, Makową, Makuszyńskiego, Malinową, Mariańską, Mickiewicza, Moniuszki, Morcinka, Nałkowskiej, Norwida, Obrońców Pokoju, Okrzei, Orzeszkowej, Pamięci Sybiraków, Pastewną, Piastowską (nr 2), Piłsudskiego, Pocztową, Podwale, Polną, Powstańców Śląskich, Pułaskiego, Reymonta (nr 58-64; 65-95), Różaną, Rynek (nr 1-6, 20-27), Sejmową, Sienkiewicza, Sikorskiego, Słonecznikową, Staromiejską, Staszica, Stawową, Tulipanową, Wały Jana III, Wańkowicza, Wiejską, Plac Wolności, Żwirki i Wigury.
W parafii prowadzone są księgi metrykalne od 1945 roku.

### Inne kościoły, kaplice i domy zakonne
- Kościół Niepokalanego Poczęcia Najświętszej Maryi Panny w Namysłowie - kościół filialny
- Kaplica cmentarna Wszystkich Świętych w Namysłowie.

### Szkoły i przedszkola
- Liceum Ogólnokształcące w Namysłowie,
- Zespół Szkół Rolniczych w Namysłowie,
- Rolnicze Centrum Kształcenia Ustawicznego w Namysłowie,
- Zespół Szkół Specjalnych w Namysłowie,
- Szkoła Podstawowa nr 3 w Namysłowie,
- Szkoła Podstawowa Nr 5 w Namysłowie,
- Przedszkole nr 1 w Namysłowie,
- Przedszkole nr 3 w Namysłowie,
- Przedszkole Integracyjne w Namysłowie[3].

## Proboszczowie (od roku 1900)
- ks. Anton Reimann (1888-1914)
- ks. Karol Pasternak (1914-1921)
- ks. Robert Stoschek (1921-1946)
- ks. Michał Milewski (1946–1956)
- ks. Stefan Helowicz (1956–1958)
- ks. Józef Lachowski (1958–1973)
- ks. Aleksander Matyka (1973–2010)
- ks. Henryk Jacak (2010–2020)
- ks. Piotr Nowicki (administrator 2020–2022, od 2022)

## Grupy parafialne
- Grupa modlitewna Ojca Pio,
- Koło przyjaciół Radia Maryja,
- Zespół „Akatyst”,
- Liturgiczna Służba Ołtarza[2].
- Schola parafialna